# Măgura (Buzău)
Măgura is een Roemeense gemeente in het district Buzău.
Măgura telt 2226 inwoners.